# Ghmate (ville)
Pour les articles homonymes, voir Ghmate.
Ghmate est le centre urbain de la commune rurale aussi dénommée Ghmate (province d'Al Haouz ; région Marrakech-Safi), au Maroc. Cette localité de 1 208 habitants en 2014 constitue une « ville marocaine » en tant qu'unité purement statistique dans le cadre du recensement.

## Historique
Créée en 1959, Ghmate fait partie des 801 premières communes formées lors du premier découpage communal qu'a connu le Maroc. Elle se trouvait alors dans la province de Marrakech et, en son sein, dans le cercle d'Aït Ourir
Les Almoravides se rendent maîtres de la ville en 1057. Cette cité leur a servi de base dans leur avancée vers les régions du nord, avant qu'ils ne fondent la médina de Marrakech en 1062. Sous le règne de Youssef Ibn Tachfin, Aghmat fut le lieu d’exil des rois déchus d’Espagne dont le célèbre poète Al-Mutamid ibn Abbad, roi de Séville.

## Démographie
Lors du recensement de 2004, la ville de Ghmate comptait 867 habitants. Le Haut-commissariat au Plan n'indique pas les chiffres des recensements avant 2004, puisque la ville de Ghmate n'était pas considérée comme une ville mais bien comme un village rural, et il n'existe aucun recensement officiel pour des villages et douars.
La ville est passée à 1 208 habitants, en 2014.
|      | Population totale | Ménages | Étrangers |
| 2004 | 867               | 174     | 0         |
| 2014 | 1 208             | 247     | 4         |